# Send Help
Send Help är en kommande amerikansk skräckfilm i regi av Sam Raimi, samt skriven av Mark Swift och Damian Shannon. I huvudrollerna syns Rachel McAdams, Chris Pang, Dylan O'Brien och Dennis Haysbert.

## Rollista
| Rachel McAdams  | – TBA |
| Chris Pang      | – TBA |
| Dylan O'Brien   | – TBA |
| Dennis Haysbert | – TBA |

## Produktion
I oktober 2019 meddelade Columbia Pictures att Sam Raimi skulle regissera en då namnlös skräckfilm, skriven av Mark Swift och Damian Shannon. Projektet fick namnet Send Help, med 20th Century Studios som distributör. I oktober 2024 inledde Rachel McAdams förhandlingar om att få spela den stora huvudrollen filmen. Mellan december 2024 och februari 2025 anslöt sig även Chris Pang, Dylan O'Brien och Dennis Haysbert till filmens rollista, med McAdams som huvudrollsinnehavare. Inspelningen av filmen var från början planerad att påbörjas i januari 2025, men inleddes istället under februari samma år.

## Släpp
Send Help beräknas släppas för biopremiär i USA den 30 januari 2026.